# Jardín de rocas de Sanspareil
El Jardín de rocas de Sanspareil (del alemán: Felsengarten Sanspareil) se encuentra en Wonsees, cerca de Bayreuth (Baviera, Alemania). Fue construido entre 1744 y 1748 por iniciativa de la margravina Guillermina de Prusia, esposa de Federico III de Brandenburgo-Bayreuth.

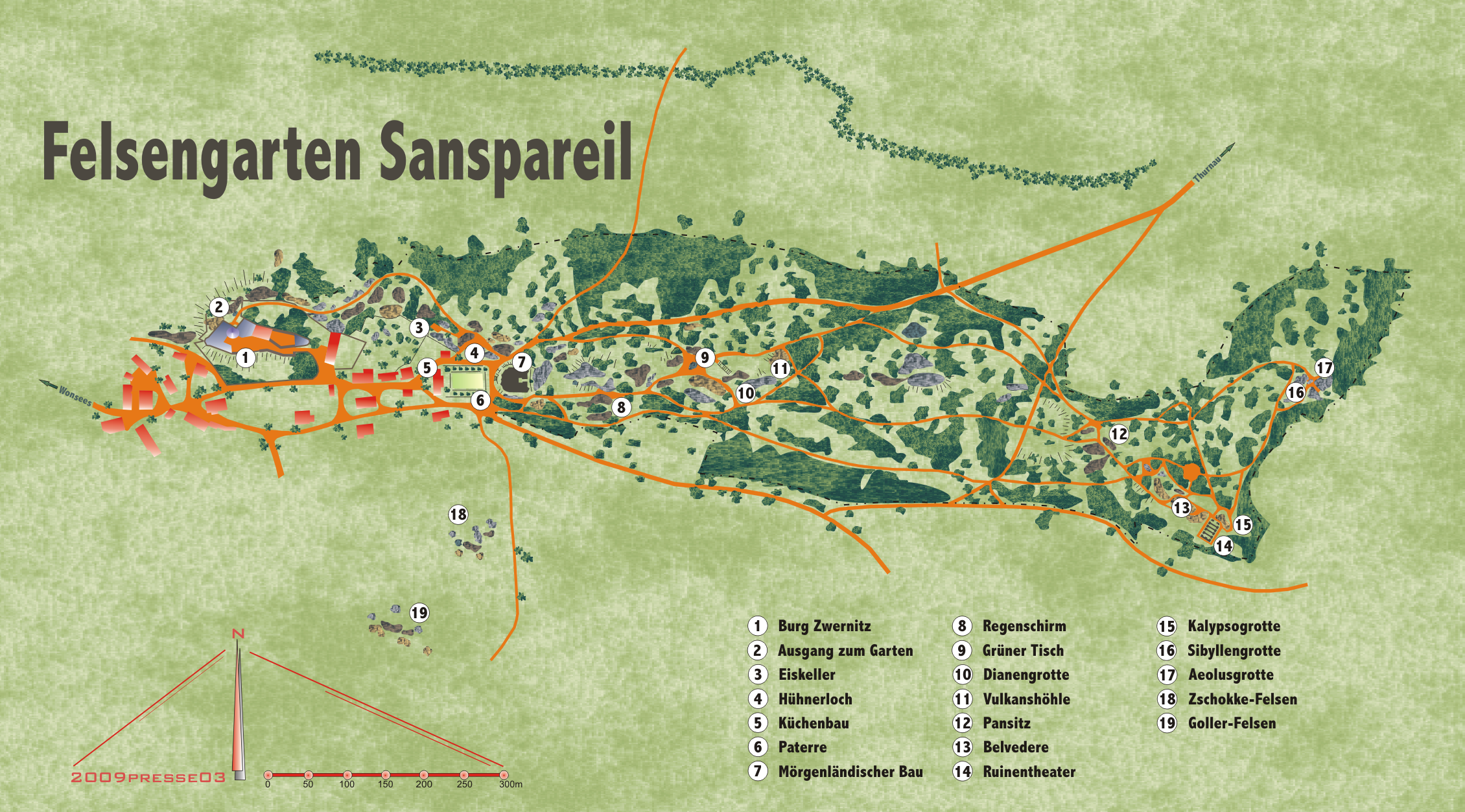
Plano del parque.

El jardín fue creado en un terreno cercano al Castillo de Zwernitz, alrededor de un palacete de estilo rococó. Su promotora, Guillermina de Prusia, buscaba un lugar de retiro molesta por las infidelidades de su marido. En 1744, en el transcuso de un paseo, descubrió una cueva a la que bautizó como Gruta de Calipso, y en el terreno circundante mandó instalar un jardín que pretendía recrear un mundo idílico y bucólico, similar a la isla de Ogigia loada por Fénelon en Las aventuras de Telémaco. Su pretensión era crear un marco incomparable de belleza, un oasis en la naturaleza, un lugar «sin igual» (sans pareil en francés, de ahí el nombre del jardín).
Con el tiempo se fueron excavando nuevas grutas en la roca, que se fueron decorando con piedras de colores. También se construyó un teatro al aire libre, formado por grandes tobas que semejaban una estructura en ruinas. Sin embargo, tras la muerte de la margravina en 1758 se abandonaron las obras, y el lugar quedó abandonado. El terreno se vendió en 1838, aunque diversos espacios del parque se mantuvieron y han llegado hasta nuestros días, en que se han restaurado algunas zonas y actualmente ofrece un aspecto casi de fantástico.

## Galería

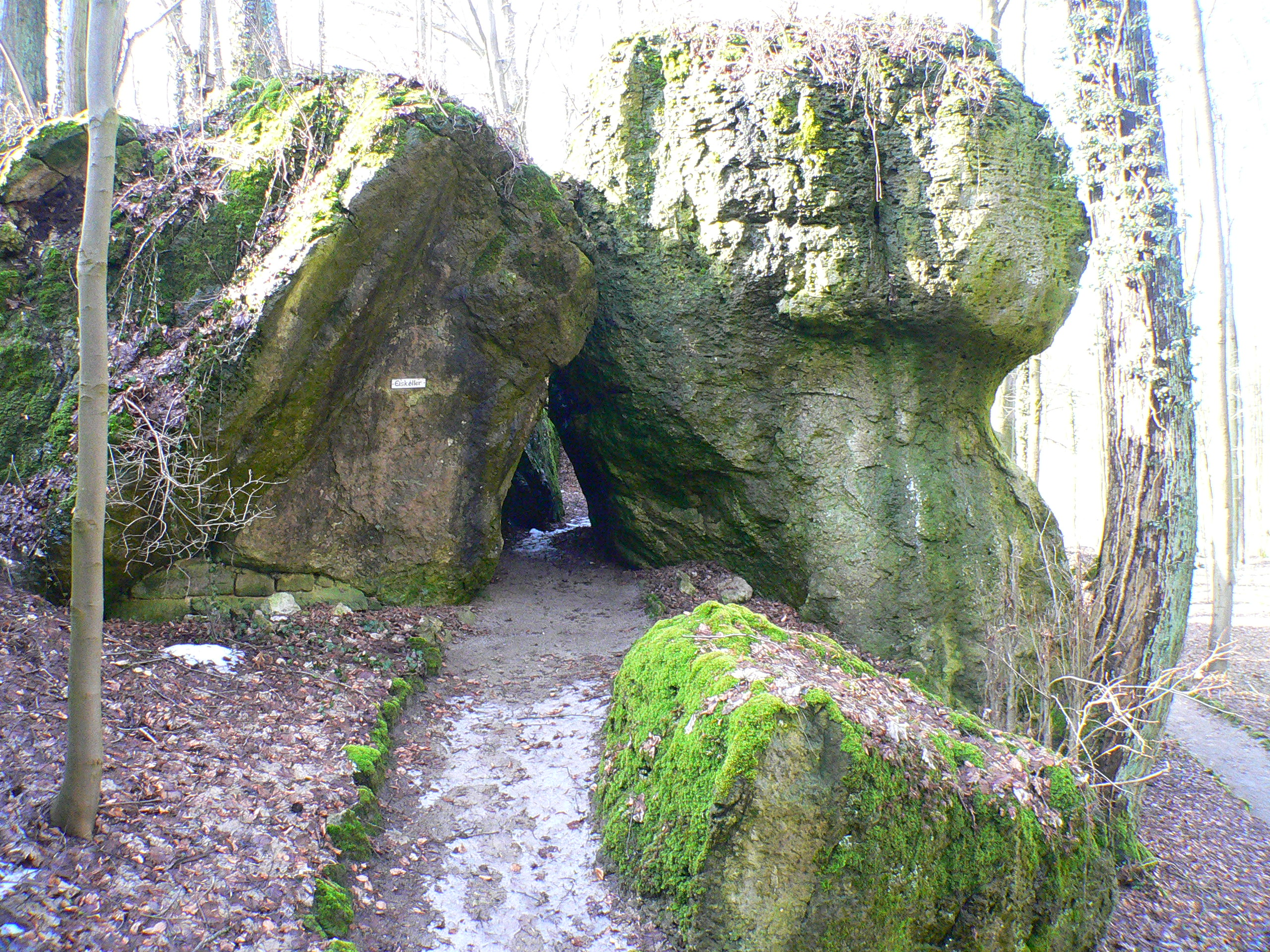
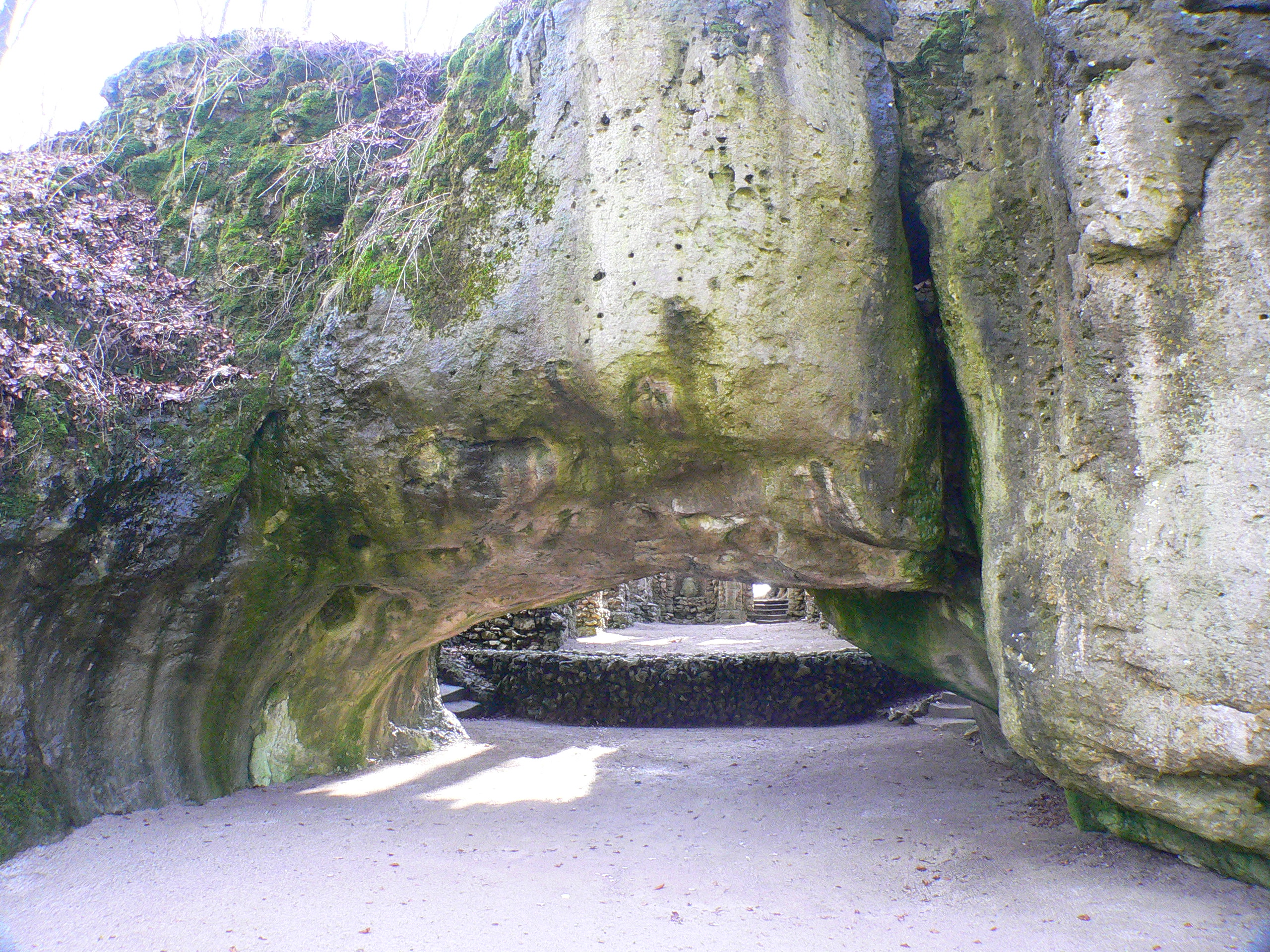
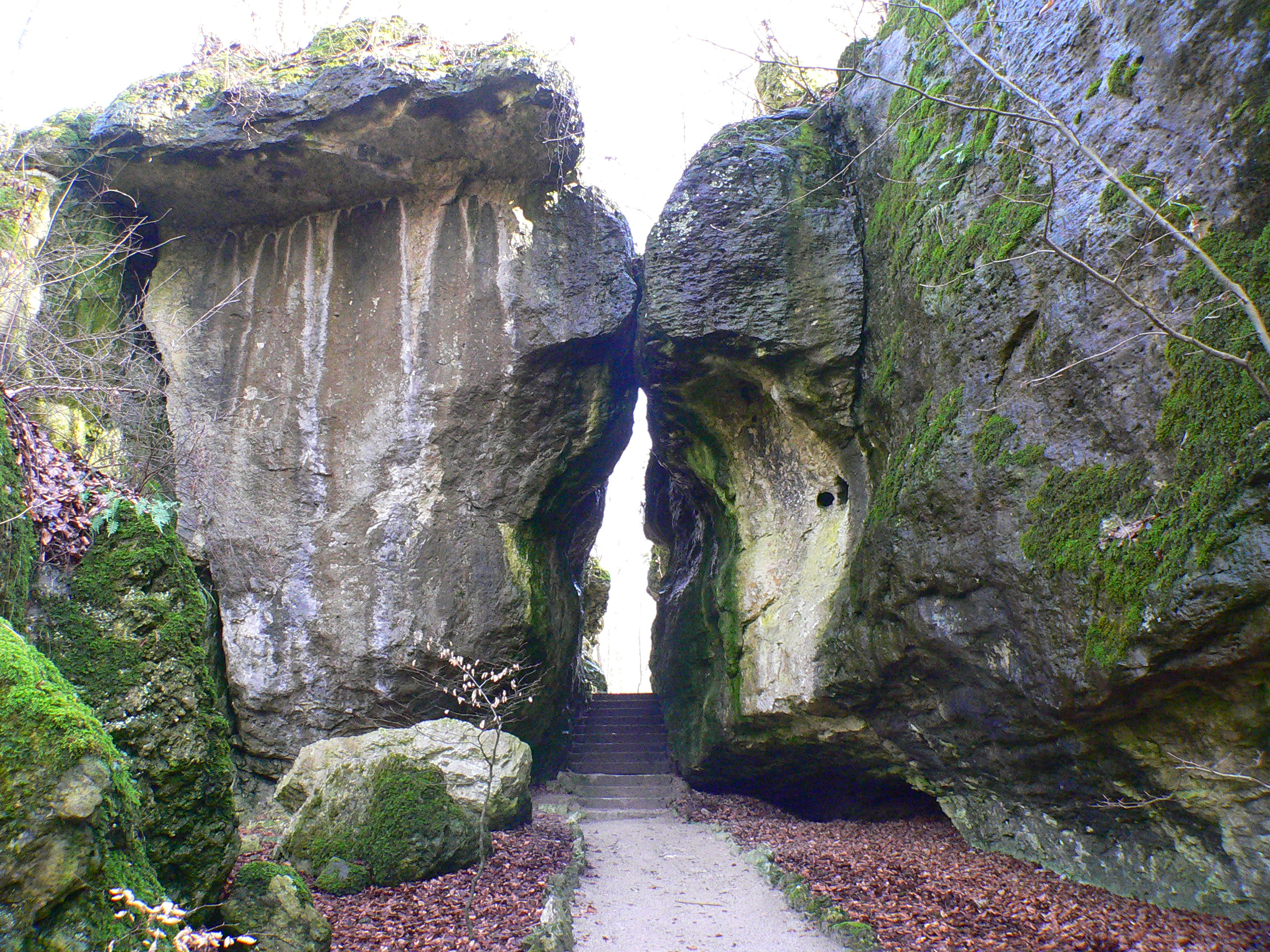
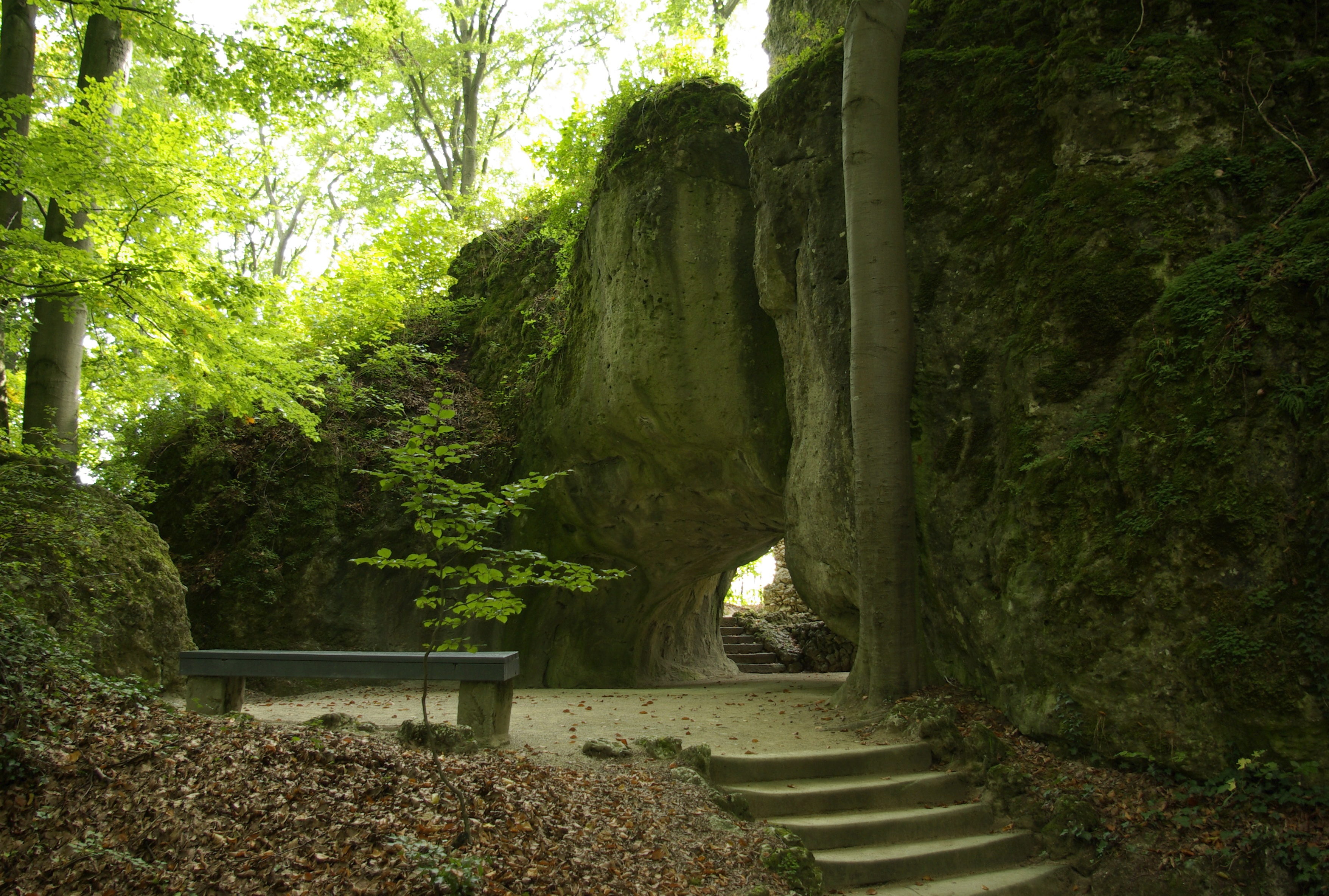
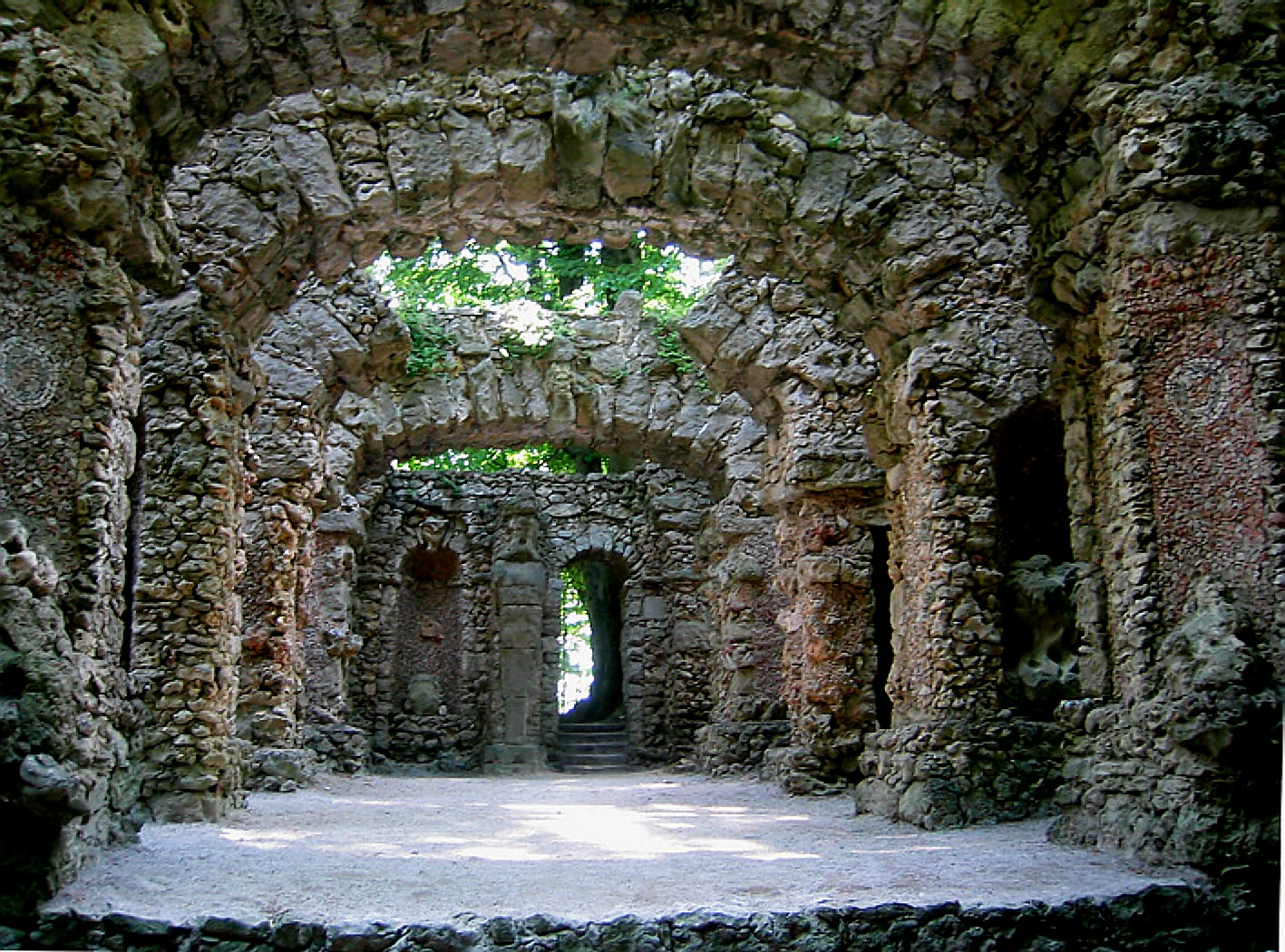